# 武蔵国分寺跡

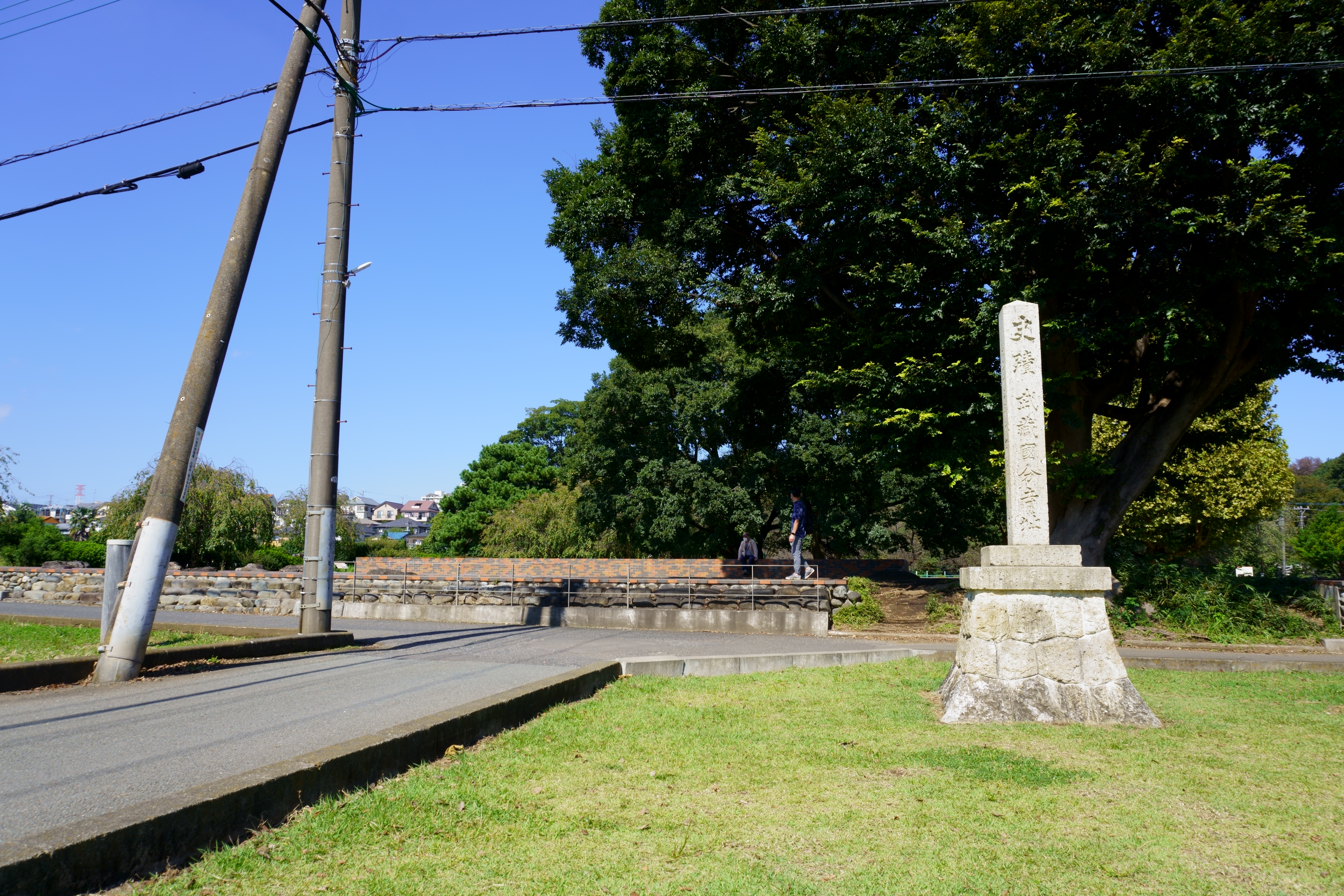
中門跡から見る金堂跡

武蔵国分寺跡（むさしこくぶんじあと）は、東京都国分寺市西元町・東元町にある古代寺院跡。武蔵国分尼寺跡を含んで国の史跡に指定されている。
奈良時代に聖武天皇の詔により日本各地に建立された国分寺のうち、武蔵国国分寺・国分尼寺の寺院跡にあたる。現寺院については武蔵国分寺を参照。

## 概要
本史跡は、かつて武蔵国に置かれた国分寺および国分尼寺の跡地である。尼寺区域は調査が終わっており歴史公園として整備されている。一方僧寺区域は整備事業の一環で発掘調査中である。史跡指定範囲は時代が下るごとに広がり、現在は11haにおよんでいる（東山道武蔵路を含まず）。なお、推定される寺域は国分寺跡・国分尼寺跡を合わせて、僧寺金堂を中心に東西1500m、南北1000mの範囲におよぶとみられる。国分寺崖線の南側すぐの位置にあり、かつては東山道武蔵路を挟む形で東側には武蔵国分寺、西側には武蔵国分尼寺が立地していた。現在は、両寺院の間を府中街道（埼玉県道・東京都道17号所沢府中線）とJR武蔵野線が横切っている。
史跡指定地内には、鎌倉時代末期の分倍河原の合戦の兵火で旧武蔵国分寺が焼失した後に、新田義貞の寄進によって再建された武蔵国分寺（真言宗豊山派）も所在している。
国府（武蔵国府跡）から南北の道でつながっている。

### 史跡指定範囲
- 1922年（大正11年）10月、七重塔・金堂・講堂・北院・西院等の跡地を国の史跡に指定。
- 1976年（昭和51年）、東僧房の跡地を追加指定。
- 1979年（昭和54年）、追加の発掘調査によって国分尼寺跡であることが判明した西院の跡地の一部を追加指定。
- 2003年（平成15年）、史跡公園の尼寺部分（国分寺市立歴史公園武蔵国分尼寺跡）の整備を完了。
- 2004年（平成16年）、府中市内で確認された武蔵国分寺の参道口を追加指定。
- 2010年（平成22年）、東山道武蔵路跡を国の史跡に追加指定。指定名称は「武蔵国分寺跡 附東山道武蔵路跡」。

## 武蔵国分寺跡

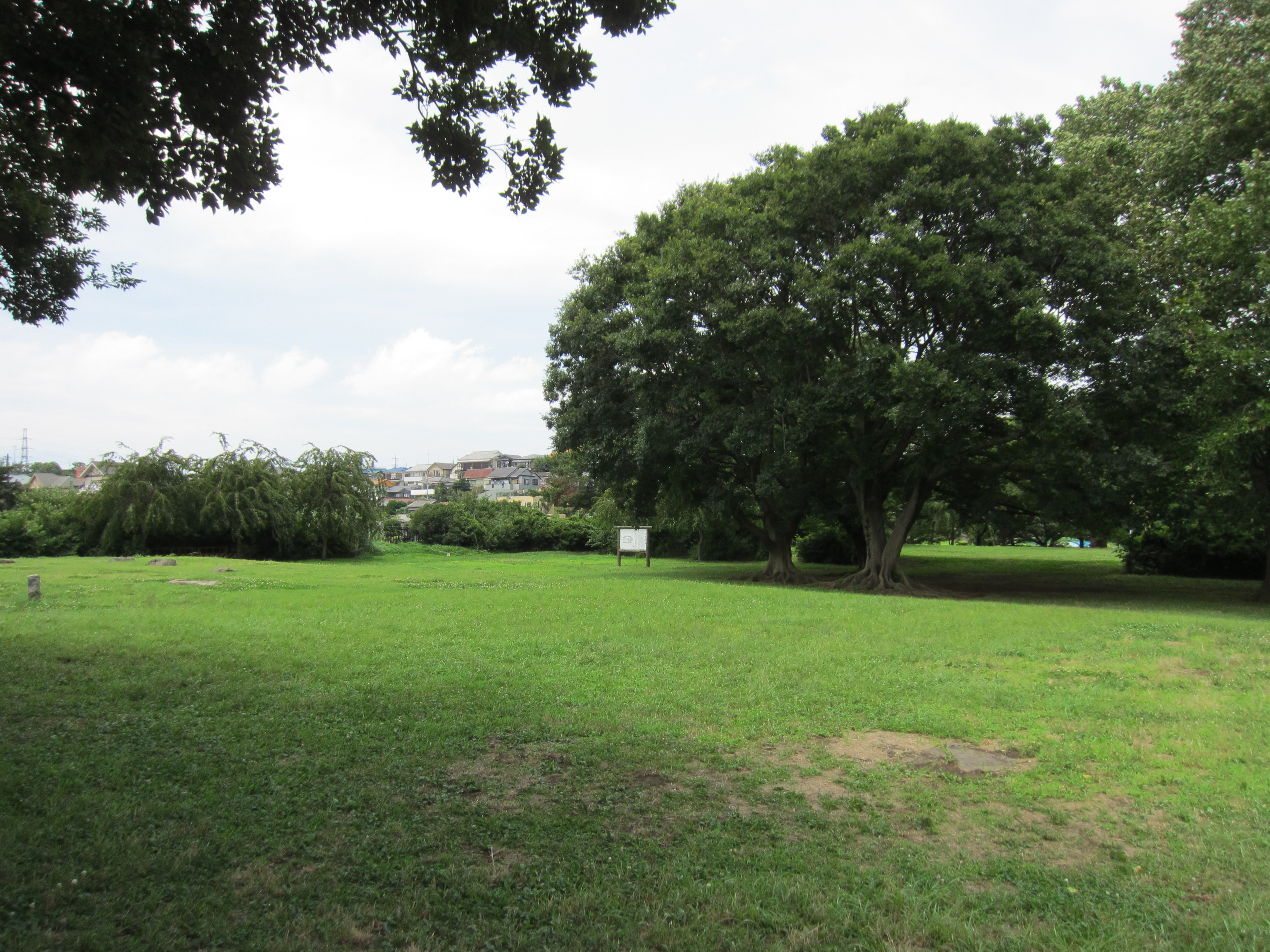
金堂跡

旧武蔵国分寺の創建は、8世紀半ばの750年代末から760年代初と推測されている。敷地は東西8町、南北5町半と推測され、諸国の国分寺のなかでも相当に大きい部類に属する（東大寺が最大で東西南北とも8町）。伽藍そのものは巨大と言えるほどの規模ではないが、それでも金堂正面は7間で幅36m強におよんでいる。
金堂
間口7間、奥行4間。
講堂
創建当初の間口5間、奥行4間を、後に金堂と同じ規模に改築した。
中門
間口3間、奥行2間。八脚門。
七重塔
塔跡1は3間四方。武蔵国分寺の七重塔は『続日本後紀』によると835年（承和2年）に落雷によって焼失したとされる。その後、845年（承和12年）に男衾郡の大領であった壬生吉志福正（みぶのきしふくまさ）が私費による再建を申し出て許可されている。問題はこの時の再建の位置である。従来、七重塔跡は1箇所と考えられていたが、2004年（平成16年）に地中のレーダー調査を実施したところ、従来知られていた塔の跡から西に55mの位置に仏塔跡と考えられる遺構が発見され、現在発掘調査が進んでいる。発掘担当の研究者グループは従来の塔跡を「塔跡1」、新しく見つかった塔跡を「塔跡2」と仮称して研究を行っているが、塔跡1からは創建時のものと思われる瓦が検出され、塔跡2からはより新しい時期に焼かれたと思われる瓦が検出されているので、年代的には塔跡2の方が新しいと推測されている。しかし再建時の七重塔が塔跡2の位置に存在したのか、それとも再建七重塔も塔跡1に建てられたのかを確定出来る史料は見つかっていない。また塔跡2に確認される土台のうえに塔が実際に完成したかどうかも検証されていない。

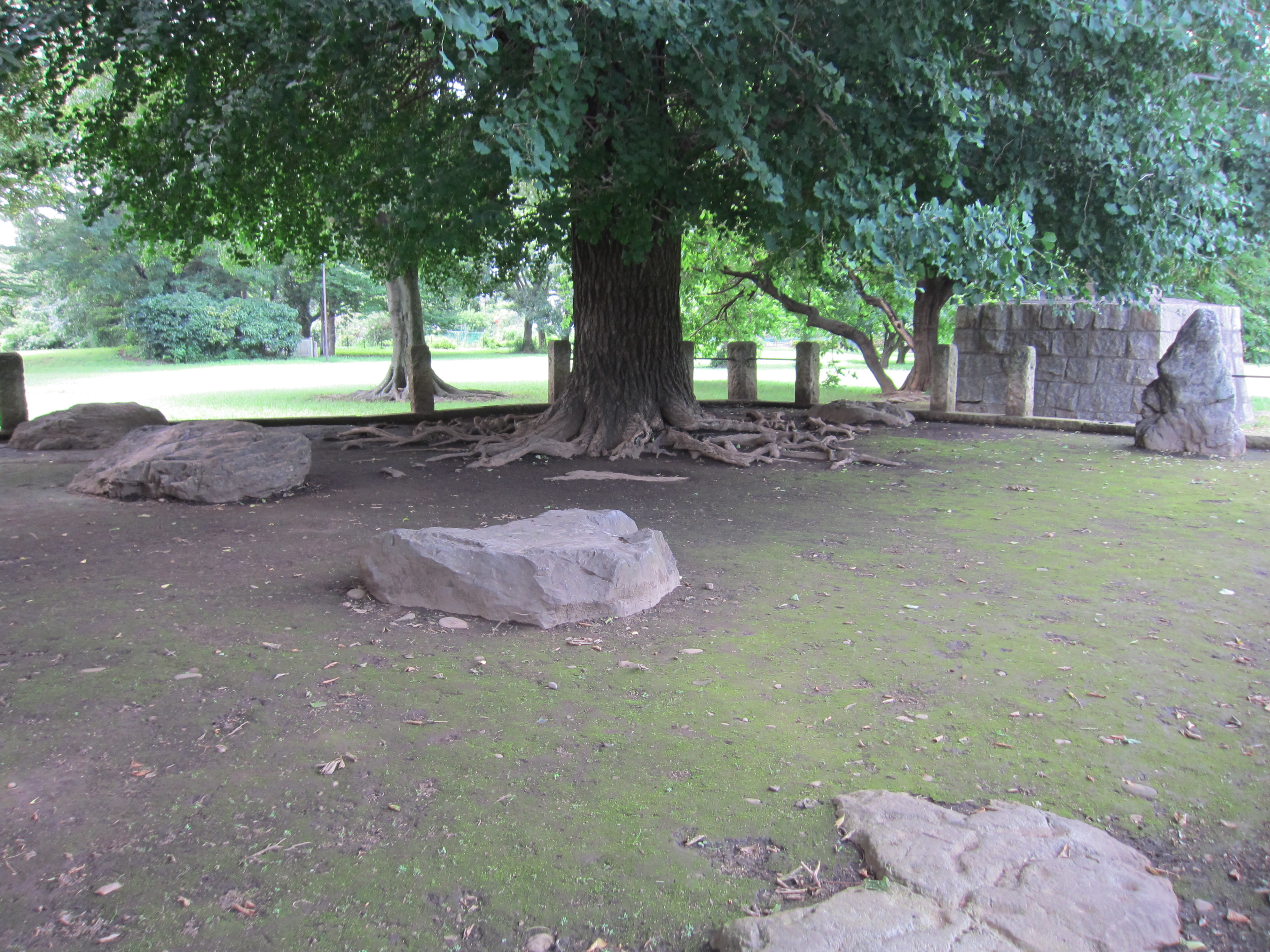
創建時の塔跡
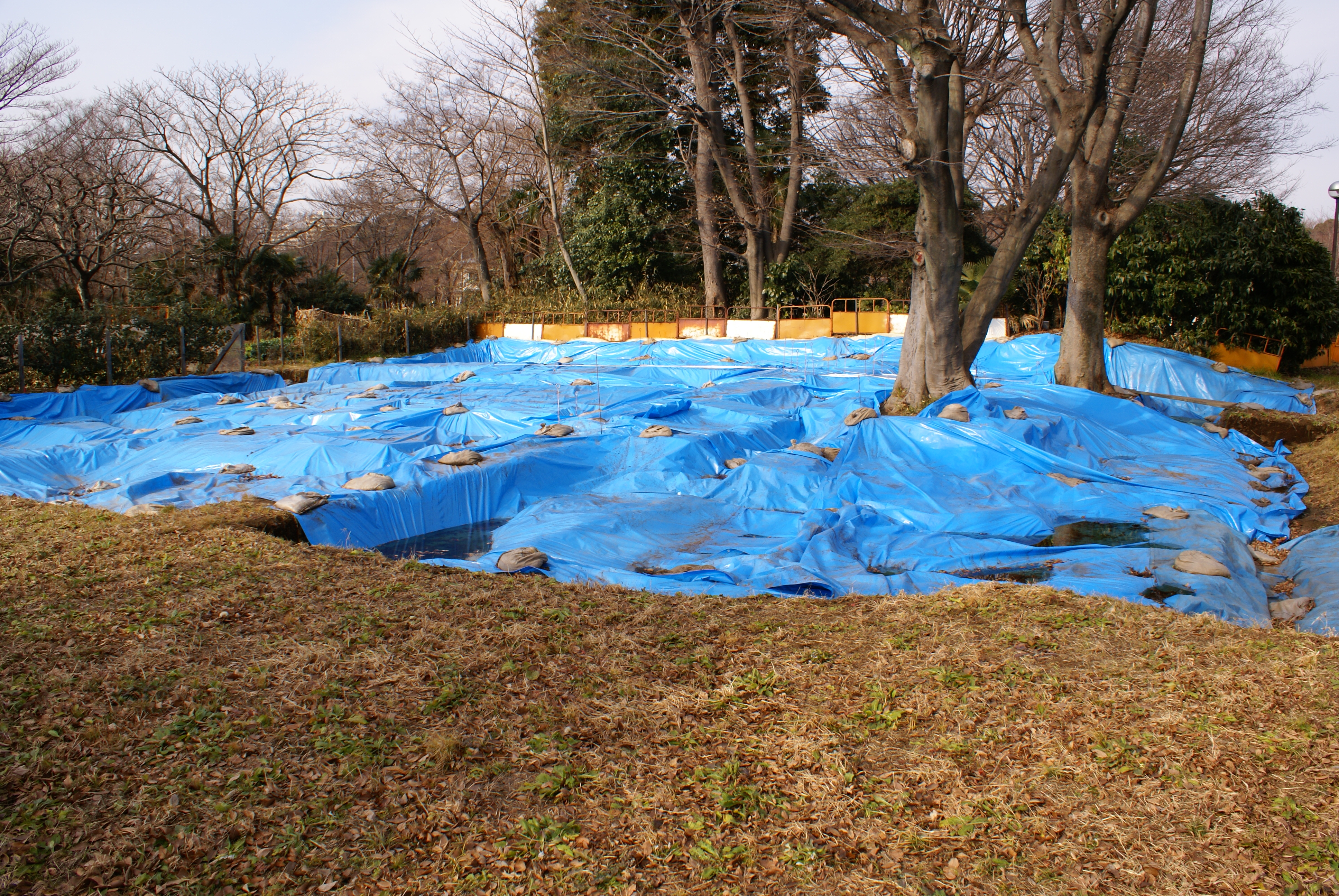
2004年（平成16年）に発見された第2の塔基壇（塔跡2）
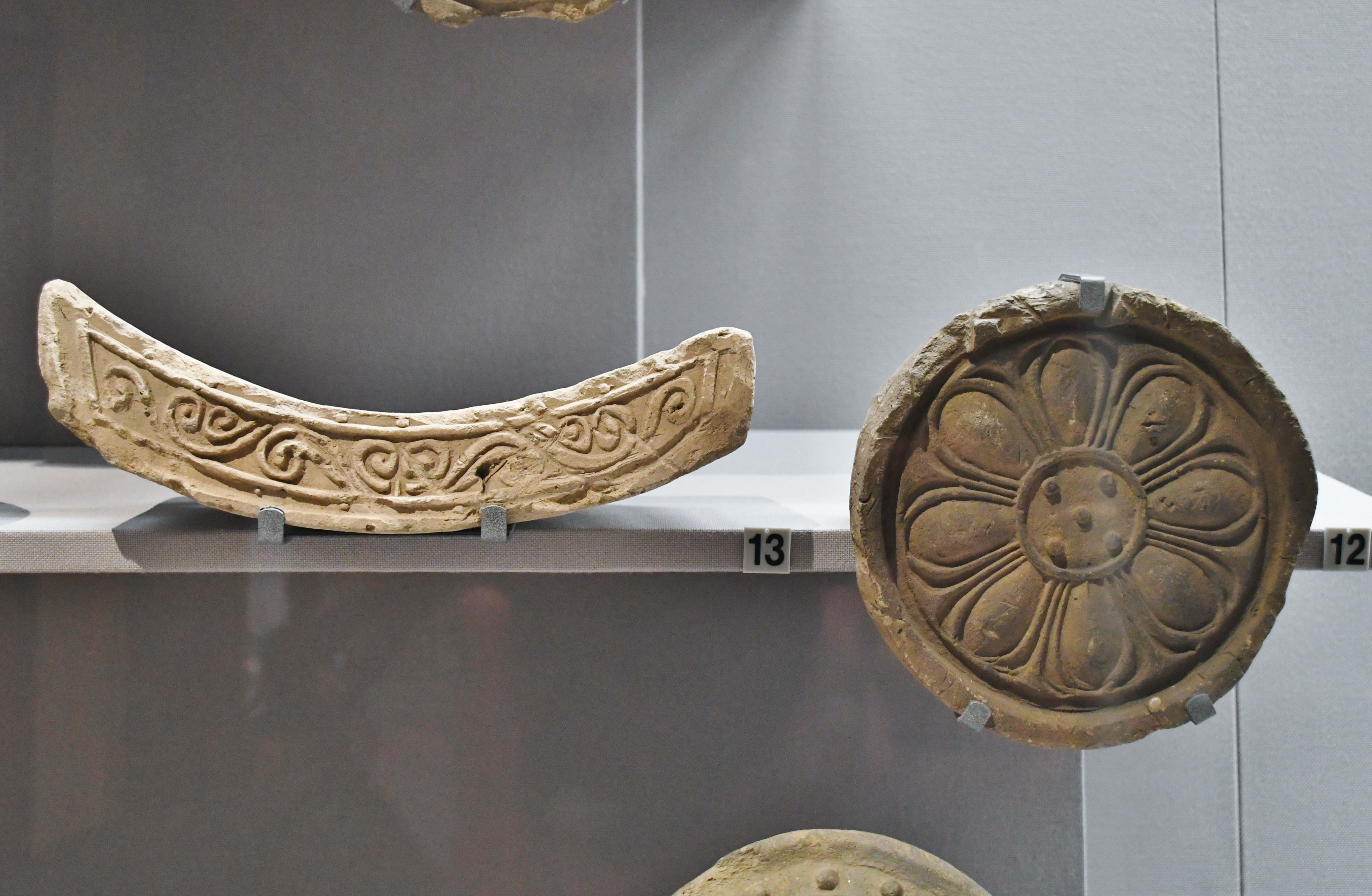
軒瓦 東京国立博物館展示。

## 武蔵国分尼寺跡

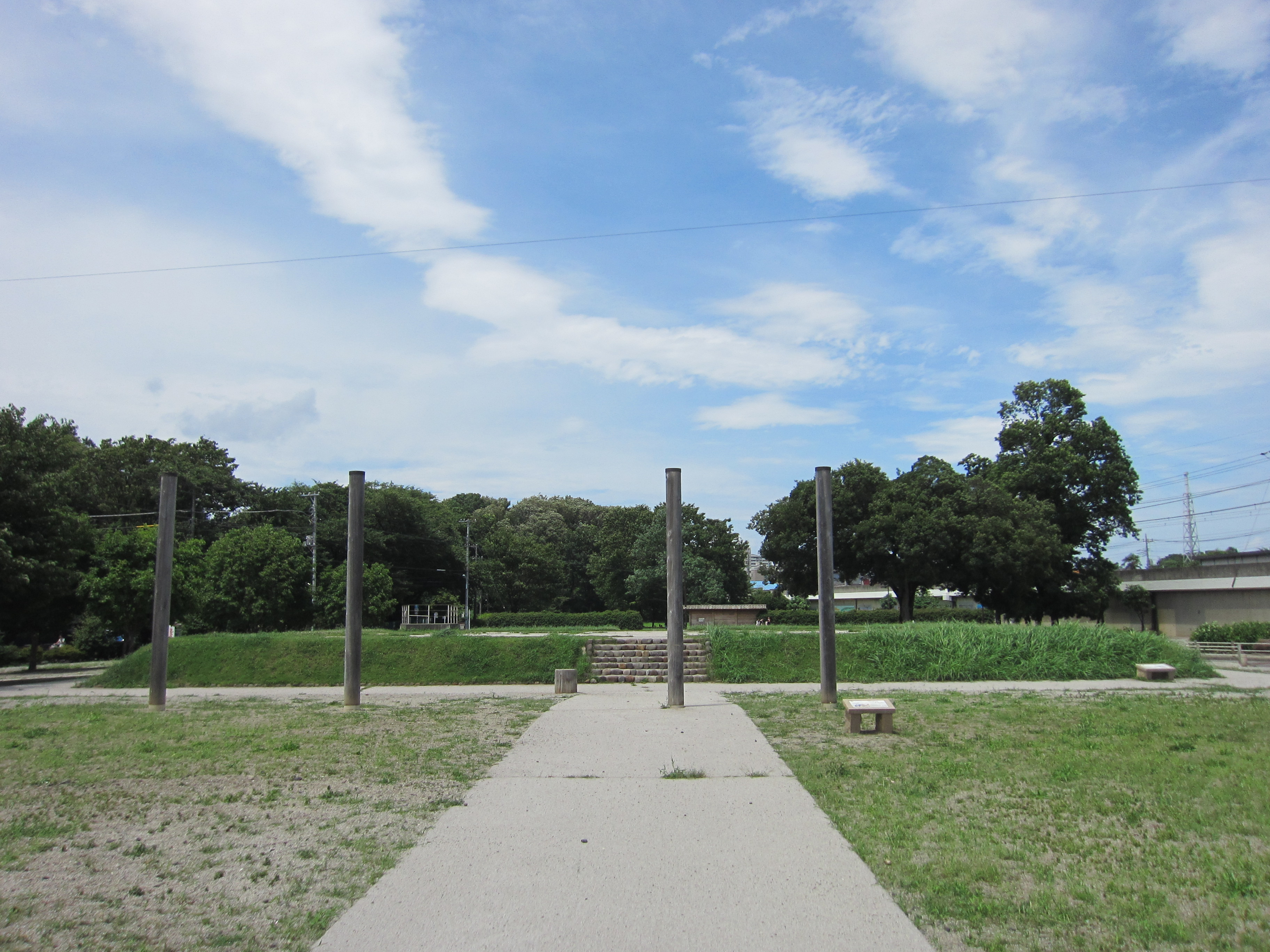
金堂跡

旧武蔵国分尼寺は僧寺から東山道武蔵路を挟んで西側に立地していた。伽藍配置ははっきりとは判っていないが、これまでに中門跡、金堂跡、尼坊跡、尼坊付属施設跡、築地塀跡が検出されている。現在判明している限りでは、築地塀に囲まれた伽藍中枢部は中門、金堂、尼坊が一直線に並ぶ形であり、金堂と尼坊の間の空間、かつて宅地開発で破壊された辺りに講堂が存在したのではないかと推測されている。鐘楼、経蔵、南大門などの位置もまだ判っていない。尼坊は5坊を備えており、その規模から合計で10名程度の尼僧が起居していたと考えられている。
伽藍中枢部の背後には小高い丘（国分寺崖線）があり、かつてはこの丘にも国分尼寺の関連施設が存在したとの口碑があったが、近年の発掘調査でこの丘から出たのは中世の寺院跡（伝祥応寺跡）であり、国分尼寺の施設が存在したとしてもこの寺院の建設時に破壊されたのではないかと考えられている。なお、この伝祥応寺跡の丘には切通しがあり、鎌倉街道上つ道跡との口碑が存在している。

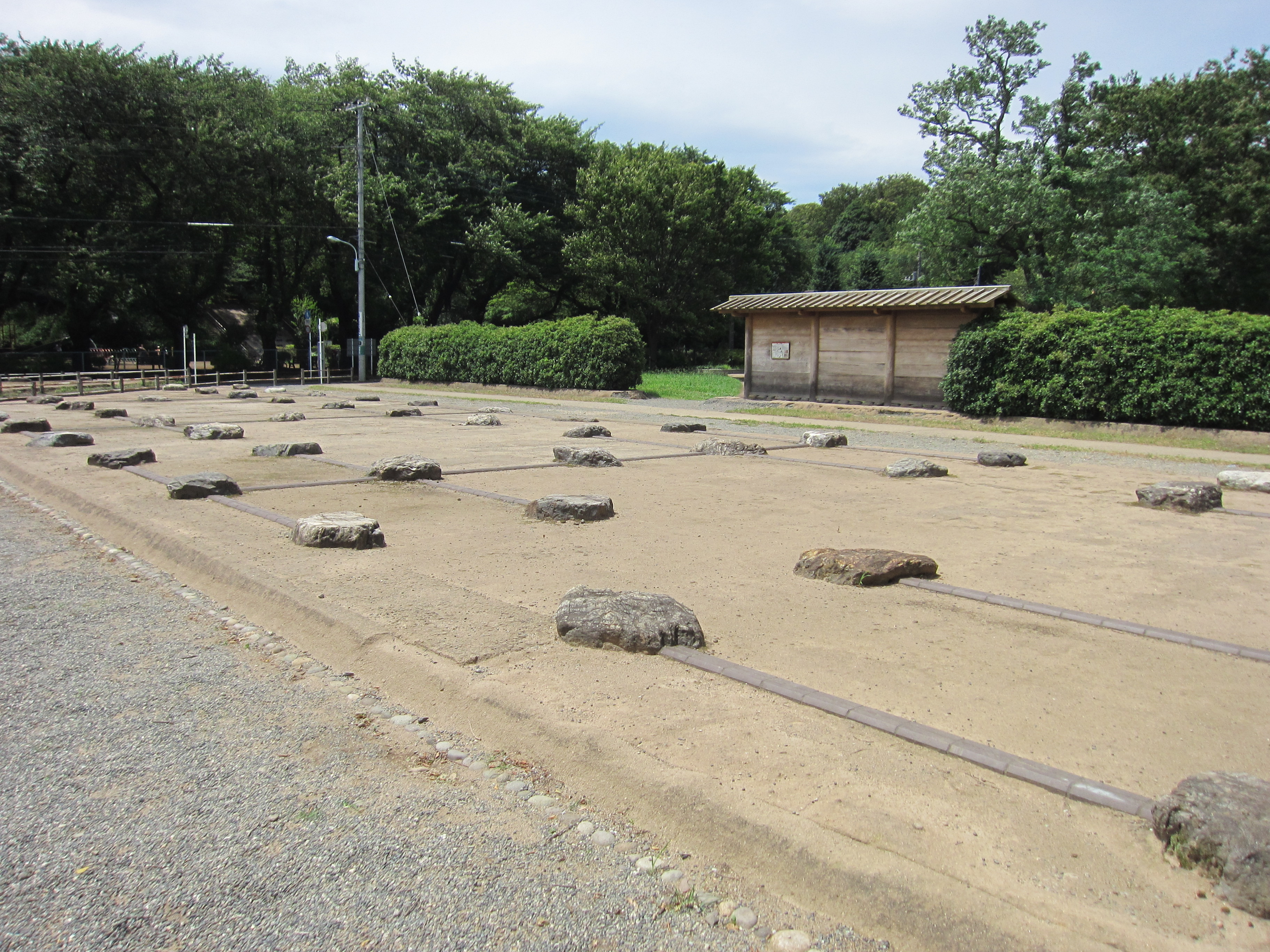
尼坊跡

## 研究史

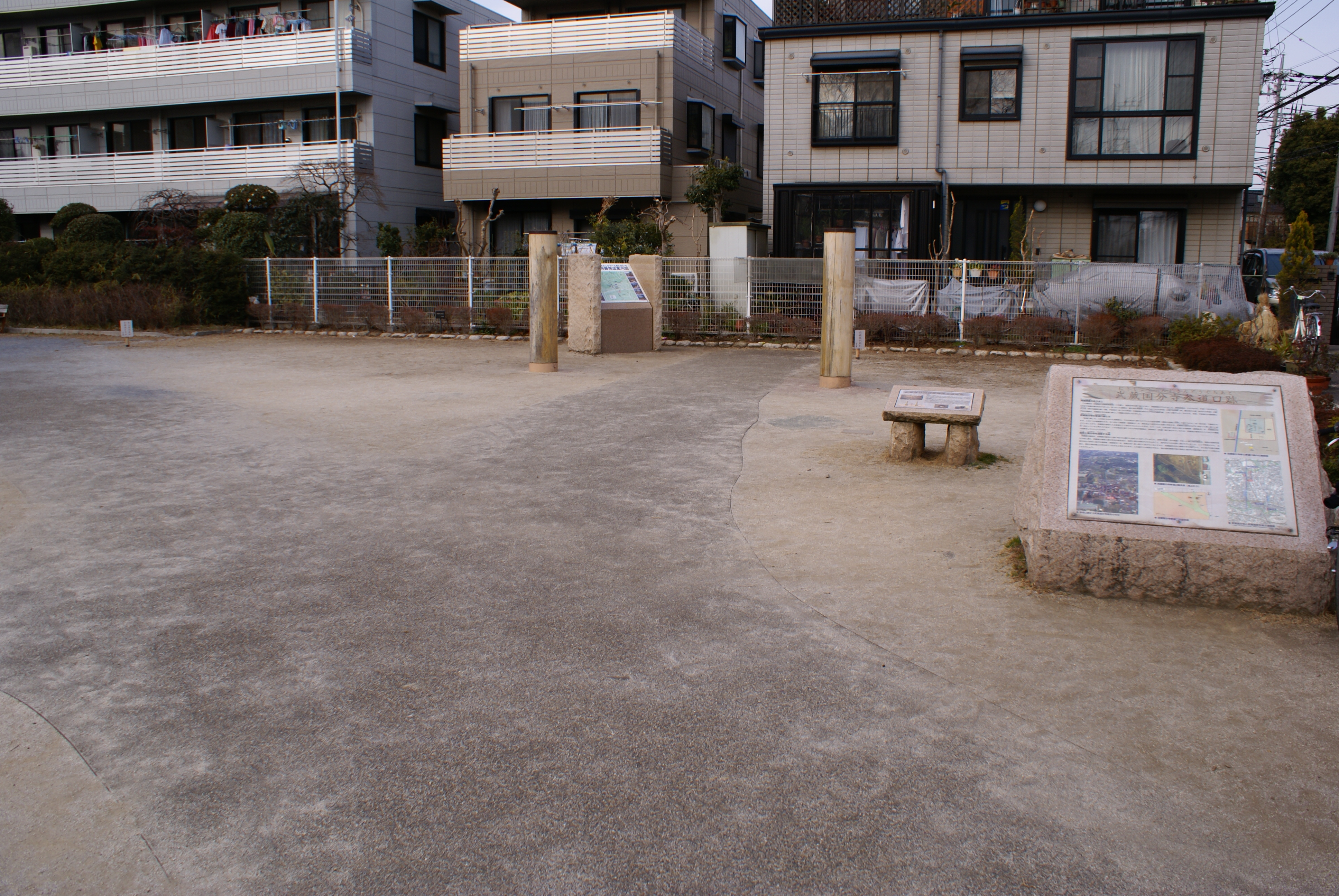
武蔵国分寺参道口

古代の国分尼寺の正確な跡地は長い間、不明であった。江戸期にはこの地域一帯から古代の瓦片が出土することが知られており、現在は国分尼寺が存在したことが明らかになっている一帯（当時は黒鐘谷戸と呼ばれた）を、国分尼寺の跡地に比定する絵図も1823年（文政6年）の『武蔵名勝図会』が存在している。
明治時代には根岸武香、重田定一らによる現地踏査が実施され、国分寺跡については場所が確定されている。国分尼寺の場所については住田正一が、黒鐘地区ではなく京所（きょうず）地区ではないかとの説を出したが、これは直後に山中共古による反論が提出された。なお、国分尼寺の京所立地説はその後も別の論者によって提起されているが、現在では黒鐘の地に所在していたことが判明している。
1922年（大正11年）、内務省による史跡の指定を受けて東京府（現：東京都）がこの地を調査し、礎石の配列から伽藍配置の推定を実施している。
1938年（昭和13年）には角田文衛編『国分寺の研究』が出版されたが、その中で宮崎糺は武蔵国分寺の創建時期を検討し、出土する瓦片の墨書に武蔵国21郡のうち新羅郡の名前のみが見られないことから、武蔵国分寺の創建時期を、全国に国分寺を建立せよとの聖武天皇の勅が下った741年（天平13年）から、新羅郡が設置された758年（天平宝字2年）の間ではないかと推測した。この説は後に有吉重蔵によって再検討され、瓦の文様の分析から、756年（天平勝宝8歳）以降、764年（天平宝字8年）までの間の創建ではないかとの説も提出されている。
1950年（昭和25年）、石村喜英が国分尼寺の位置を、黒鐘地区の中でさらに絞り込む論考を発表。その後も国分尼寺の位置を黒鐘とする論考の発表が続き、京所説はほぼ棄却された。
1956年（昭和31年）、初めて国分寺跡で発掘調査が実施され、金堂と講堂の跡地の研究が進む。一方、黒鐘地区では1964年（昭和39年）に無許可で大規模な宅地開発が行われ、講堂跡と現在推測されている一帯が未調査のまま破壊された。これを受けて国分寺市はこの年以降、1971年（昭和46年）（昭和41年）までに8次に渡る緊急調査を実施している。この調査の結果、宅地開発によって破壊された一帯のすぐ南に金堂の基壇と考えられる版築が、またその南には中門跡が検出された。
1999年（平成11年）には府中市内の都営住宅建て替え時に、旧武蔵国庁から北に向かって東山道武蔵路に向かう道と、その道からさらに国分寺南大門方向に向かう道が検出され、国分寺方向に向かう道の入口両側に柱跡も検出されたため、武蔵国分寺参道口として史跡に指定された。
発掘調査は現在も続けられており、2008年（平成20年）1月現在では中門跡と塔跡2（2004年（平成16年）に検出された第2の塔の基壇）の調査が行われている。また、2007年（平成19年）度から2010年（平成22年）度までの予定で南大門地区の調査をおこなっており、以後、継続して2011年（平成23年）度と2012年（平成24年）度には塔地区、2013年（平成25年）度と2014年（平成26年）度には北方地区（現在の国分寺及び国分寺崖線一帯）の発掘調査をおこなう予定である。

## 保存
1973年（昭和48年）、寺域と推定される地域内に国分寺市立第四中学校を建設する計画が発表され、岩永蓮代を中心として、これに反対する遺跡保存運動が展開された。これを受けて国分寺市は遺跡調査会を設置し、東京都と文化庁の協力を得ながら寺域の発掘調査を進めることになる。なお岩永は田中智學の実娘で、研究者ではなかったが日本全国の国分寺・国分尼寺の調査保存に大きな貢献をした人物として知られている。
2001年（平成13年）には、史跡指定地に隣接して高層マンションが建設され、地元住民との間で訴訟が勃発したが、2005年（平成17年）に両者の和解による決着をみた。

現在のところ国分尼寺跡が歴史公園として整備を終えているが、僧寺地区も今後順次整備を行う予定である。現在の予定では2011年（平成23年）度までに中門、金堂、講堂の基壇を整備し、2014年（平成26年）度までに参道と南門跡を整備、2018年（平成30年）度までに中門と伽藍中枢部を囲む築地塀、鐘楼の復元、2022年（令和4年）度までに塔地区の整備、2023年（令和5年）度までに崖線地区の整備とされている。
国分寺市は1993年（平成5年）に、武蔵国分寺・国分尼寺跡から出土した史料を展示保存する郷土博物館の建設構想を策定したが、国分寺市立第四中学校の体育館内に資料室、旧本多邸の湧水園内に武蔵国分寺跡資料館が置かれているのみである。郷土博物館については、具体的な計画が進んでいない。

## 文化財
出土品等、その他の文化財については「武蔵国分寺」の文化財節を参照。

### 国の史跡
- 武蔵国分寺跡（附 東山道武蔵路跡） - 大正11年指定。

## 現地情報
所在地
- 武蔵国分寺跡：東京都国分寺市西元町2丁目（北緯35度41分32.74秒 東経139度28分18.52秒 / 北緯35.6924278度 東経139.4718111度座標: 北緯35度41分32.74秒 東経139度28分18.52秒 / 北緯35.6924278度 東経139.4718111度）
- 武蔵国分尼寺跡：東京都国分寺市西元町4丁目（北緯35度41分23.41秒 東経139度28分4.09秒 / 北緯35.6898361度 東経139.4678028度）
- 国分寺参道口：東京都府中市栄町3丁目（北緯35度41分15.32秒 東経139度28分20.23秒 / 北緯35.6875889度 東経139.4722861度）

交通アクセス
- 武蔵国分寺跡まで
  - ぶんバス:万葉・けやきルート(京王バス中央)  史跡武蔵国分寺跡バス停 (徒歩4分)
  - 東日本旅客鉄道（JR東日本）中央線快速・武蔵野線 西国分寺駅 （徒歩15分）
  - 東日本旅客鉄道（JR東日本）中央線快速、西武鉄道国分寺線・多摩湖線 国分寺駅 （徒歩18分）

- 武蔵国分尼寺跡まで
  - 京王バス:府21 国02 国03 寺83、ぶんバス:万葉・けやきルート(京王バス中央) 黒鐘公園入口バス停(徒歩3分)
  - 東日本旅客鉄道（JR東日本）中央線快速・武蔵野線 西国分寺駅 （徒歩15分）

周辺
- 武蔵国分寺 - 現在の国分寺（北緯35度41分37.51秒 東経139度28分18.85秒 / 北緯35.6937528度 東経139.4719028度）。
- 武蔵国分寺跡資料館 - 現国分寺に隣接。
- 東山道武蔵路跡